# Очоа, Иван
Иван Фернандо Очоа Чавес (исп. Iván Fernando Ochoa Chávez; родился 13 августа 1996 года в Тампико, Мексика) — мексиканский футболист, полузащитник клуба «Леон».

## Клубная карьера
Очоа — воспитанник клуба «Пачука». В 2015 году он был отдан в аренду в «Минерос де Сакатекас», но на поле не вышел. По окончании аренды Иван вернулся в «Пачуку».  10 апреля 2016 года в матче против УАНЛ Тигрес он дебютировал в мексиканкой Примере.В том же году он стал чемпионом страны. Летом 2016 года Очоа был арендован чилийским «Эвертоном» из Винья-дель-Мар. 10 сентября в матче против «Универсидад Католика» он дебютировал в чилийской Примере. По окончании аренды клуб выкупил трансфер игрока. 13 августа 2017 года в поединке против «Универсидад Католика» Иван забил свой первый гол за «Эвертон».
В начале 2019 года Очоа был арендован «Леоном». 3 марта в матче против «Сантос Лагуна» он дебютировал за новый клуб. 10 ноября в поединке против «Толуки» Иван забил свой первый гол за «Леон». 

## Международная карьера
В 2013 году в составе юношеской сборной Мексики Очоа стал победителем юношеского чемпионата КОНКАКАФ в Панаме. На турнире он сыграл в матчах против команд Гватемалы, Кубы, Панамы и Гондураса. 
В том же году Очоа помог сборной завоевать серебряные медали на юношеском чемпионате мира в ОАЭ. На турнире он сыграл в матчах против команд Италии, Бразилии, Ирака, Швеции, Аргентины и дважды Нигерии. В поединках против бразильцев, аргентинцев и итальянцев забил 4 гола.

## Достижения
Командные
 «Пачука»
- Победитель Лиги MX — Клаусура 2016

Международные
 Мексика (до 17)
- Победитель Юношеского чемпионат КОНКАКАФ — 2013